# Комплекс на Йехова
Комплекс на Йехова е термин, използван в Аналитичната психология, за да опише невроза свързана с егоистично самонадуване.
Терминът произлиза от Старият завет, в който чрез определени буквални интерпретации Йехова е изобразен като кръвожаден убиец, който търси избиването на всеки мъж, жена и дете от противниковите племена и който се подчинява на заповедта „да нямаш други богове освен мене“. В популярен смисъл комплексът на Йехова е метафора за фанатизъм вътре в специфична религия и за прокарване на идеята за не взимане на пленници.